# Chrono Gatineau 2019
La 10e édition du Chrono Gatineau a eu lieu le 7 juin 2019. La course fait partie du calendrier international féminin UCI 2019 en catégorie 1.1. Elle est remportée par l'Américaine Amber Neben.

## Récit de course
Amber Neben s'impose largement.

## Classements

### Classement final
| \| Classement général \| Classement général \| Classement général \| Classement général \| Classement général \| \| Coureuse \| Coureuse \| Pays \| Équipe \| Temps \| \| ------------------ \| -------------------- \| ------------------ \| ------------------------------------ \| ------------------ \| \| 1re \| Amber Neben \| États-Unis \| Cogeas-Mettler-Look Pro Cycling Team \| 23 min 53 s \| \| 2e \| Leah Kirchmann \| Canada \| Sunweb \| + 55 s \| \| 3e \| Tayler Wiles \| États-Unis \| Trek-Segafredo \| + 59 s \| \| 4e \| Emily Newsom \| États-Unis \| Tibco-Silicon Valley Bank \| + 1 min 33 s \| \| 5e \| Gillian Ellsay \| Canada \| Rally Cycling \| + 2 min 05 s \| \| 6e \| Annie Foreman-Mackey \| Canada \| The Cyclery Racing \| + 2 min 13 s \| \| 7e \| Ántri Christofórou \| Chypre \| Cogeas-Mettler-Look Pro Cycling Team \| + 2 min 21 s \| \| 8e \| Marie-Soleil Blais \| Canada \| Astana Women's Team \| + 2 min 24 s \| \| 9e \| Lauren Stephens \| États-Unis \| Tibco-Silicon Valley Bank \| + 2 min 26 s \| \| 10e \| Beth Ann Orton \| États-Unis \| Instafund La Prima \| + 2 min 27 s \| |                      |            |                                      |              |
| |                      |            |                                      |              |
| |                      |            |                                      |              |
| Classement général |                      |            |                                      |              |
| Coureuse | Coureuse             | Pays       | Équipe                               | Temps        |
| 1re | Amber Neben          | États-Unis | Cogeas-Mettler-Look Pro Cycling Team | 23 min 53 s  |
| 2e | Leah Kirchmann       | Canada     | Sunweb                               | + 55 s       |
| 3e | Tayler Wiles         | États-Unis | Trek-Segafredo                       | + 59 s       |
| 4e | Emily Newsom         | États-Unis | Tibco-Silicon Valley Bank            | + 1 min 33 s |
| 5e | Gillian Ellsay       | Canada     | Rally Cycling                        | + 2 min 05 s |
| 6e | Annie Foreman-Mackey | Canada     | The Cyclery Racing                   | + 2 min 13 s |
| 7e | Ántri Christofórou   | Chypre     | Cogeas-Mettler-Look Pro Cycling Team | + 2 min 21 s |
| 8e | Marie-Soleil Blais   | Canada     | Astana Women's Team                  | + 2 min 24 s |
| 9e | Lauren Stephens      | États-Unis | Tibco-Silicon Valley Bank            | + 2 min 26 s |
| 10e | Beth Ann Orton       | États-Unis | Instafund La Prima                   | + 2 min 27 s |

### Points UCI
| Position           | 1er | 2e | 3e | 4e | 5e | 6e | 7e | 8e | 9e | 10e | 11e | 12e | 13e à 15e | 16e à 25e |
| Classement général | 125 | 85 | 70 | 60 | 50 | 40 | 35 | 30 | 25 | 20  | 15  | 10  | 5         | 3         |

## Organisation et règlement

### Primes
L'épreuve attribue les primes suivantes :
| Position | 1er   | 2e    | 3e    | 4e    | 5e    | 6e    | 7e    | 8e    | 9e    | 10e  |
| Prix     | 420 € | 365 € | 295 € | 185 € | 165 € | 155 € | 145 € | 130 € | 120 € | 65 € |

Les coureuses placées de la 11e à la 20e place  repartent avec 65 €.